# Portugees voetbalelftal onder 21 (mannen)
Het Portugees voetbalelftal onder 21, of kortweg Jong Portugal, is een voetbalelftal voor spelers onder de 21 jaar. Spelers die ouder zijn mogen echter wel meedoen als zij maximaal 21 jaar zijn op het moment dat de kwalificatie voor een toernooi begint. Zo kunnen er dus spelers van 23 jaar aan een toernooi meedoen.
Het elftal probeert zich te plaatsen voor het tweejaarlijkse EK onder 21. In dit toernooi kan het elftal in de toernooien die in jaren die deelbaar zijn door vier, zich plaatsen voor de Olympische Spelen van datzelfde jaar.
Topscorer aller tijden van het elftal is Hugo Almeida met 16 doelpunten. Sinds 2010 is Rui Jorge bondscoach. Hij volgde in 2010 Oceano da Cruz op. Onder leiding van Jorge boekte Jong Portugal de grootste overwinning ooit: op 7 oktober 2021 werd Jong Liechtenstein met 11–0 verslagen.

## Bondscoaches
- 1996-2000: Jesualdo Ferreira
- 2001-2002: Agostinho Oliveira
- 2002-2004: José Romão
- 2004-2006: Agostinho Oliveira
- 2006-2007: José Couceiro
- 2007-2009: Rui Caçador
- 2009-2010: Oceano da Cruz
- 2010-heden: Rui Jorge

## Selecties

### Europees kampioenschap
| Doel        |                    |  |  |                   |
| 1           | Sérgio Leite       |  |  | FC Penafiel       |
| 12          | Márcio Santos      |  |  | Académica Coimbra |
| 22          | Ivo                |  |  | SC Salgueiros     |
| Verdediging |                    |  |  |                   |
| 2           | Briguel            |  |  | CS Marítimo       |
| 3           | Vasco Faísca       |  |  | Vicenza           |
| 4           | Tonel              |  |  | Académica Coimbra |
| 5           | Jorge Ribeiro      |  |  | SL Benfica        |
| 13          | Bruno Alves        |  |  | SC Farense        |
| 20          | Miguel             |  |  | SL Benfica        |
| 21          | Paulo Ferreira     |  |  | Vitória Setúbal   |
| Middenveld  |                    |  |  |                   |
| 6           | Ednilson           |  |  | SL Benfica        |
| 8           | Hugo Viana         |  |  | Sporting Lissabon |
| 10          | Paulo Sergio Costa |  |  | FC Porto          |
| 11          | Filipe Teixeira    |  |  | FC Istres         |
| 14          | Alhandra           |  |  | Académica Coimbra |
| 16          | Tiago              |  |  | SL Benfica        |
| 17          | Pedro Mendes       |  |  | Vitória Guimarães |
| 19          | Neca               |  |  | Belenenses        |
| Aanval      |                    |  |  |                   |
| 7           | Cândido Costa      |  |  | FC Porto          |
| 9           | Hélder Postiga     |  |  | FC Porto          |
| 15          | Ariza Makukula     |  |  | UD Salamanca      |
| 18          | António Semedo     |  |  | Estrela Amadora   |

| Doel        |                       |  |  |                     |
| 1           | Paulo Ribeiro         |  |  | FC Porto            |
| 12          | Ricardo Batista       |  |  | Wycombe Wanderers   |
| 23          | João Botelho          |  |  | CD Santa Clara      |
| Verdediging |                       |  |  |                     |
| 2           | Eurípedes Amoreirinha |  |  | Estrela Amadora     |
| 3           | João Pereira          |  |  | Gil Vicente         |
| 4           | Miguel Veloso         |  |  | Sporting Lissabon   |
| 5           | José Semedo           |  |  | Sporting Lissabon   |
| 11          | José Gonçalves        |  |  | Heart of Midlothian |
| 13          | Rolando               |  |  | Belenenses          |
| 21          | Vitorino Antunes      |  |  | Paços de Ferreira   |
| 22          | Manuel da Costa       |  |  | PSV Eindhoven       |
| Middenveld  |                       |  |  |                     |
| 6           | Sérgio Organista      |  |  | Pontevedra CF       |
| 8           | Manuel Fernandes      |  |  | Everton             |
| 10          | João Moutinho         |  |  | Sporting Lissabon   |
| 14          | Paulo Machado         |  |  | União Leiria        |
| 15          | Rúben Amorim          |  |  | Belenenses          |
| Aanval      |                       |  |  |                     |
| 7           | Filipe Oliveira       |  |  | CS Marítimo         |
| 9           | Hugo Almeida          |  |  | Werder Bremen       |
| 16          | João Moreira          |  |  | Valencia CF         |
| 17          | Ricardo Vaz Tê        |  |  | Bolton Wanderers    |
| 18          | Nani                  |  |  | Sporting Lissabon   |
| 19          | Silvestre Varela      |  |  | Vitória Setúbal     |
| 20          | Yannick Djaló         |  |  | Sporting Lissabon   |

| Doel        |                    |                  |                   |
| 1           | José Sá            | 17 januari 1993  | CS Marítimo       |
| 12          | Daniel Fernandes   | 13 november 1992 | VfL Osnabrück     |
| 22          | Bruno Varela       | 4 november 1994  | SL Benfica        |
| Verdediging |                    |                  |                   |
| 2           | Ricardo Esgaio     | 16 mei 1993      | Académica Coimbra |
| 3           | Tiago Ilori        | 26 februari 1993 | Liverpool         |
| 4           | Paulo Oliveira     | 8 januari 1992   | Sporting CP       |
| 5           | Raphaël Guerreiro  | 22 december 1993 | Lorient           |
| 13          | João Cancelo       | 27 mei 1994      | Valencia CF       |
| 14          | Tobias Figueiredo  | 2 februari 1994  | Sporting CP       |
| 15          | Frederico Venâncio | 4 februari 1993  | Vitória Setúbal   |
| Middenveld  |                    |                  |                   |
| 6           | William Carvalho   | 7 april 1992     | Sporting CP       |
| 7           | Rafa Silva         | 17 mei 1993      | SC Braga          |
| 8           | Sérgio Oliveira    | 2 juni 1992      | Paços de Ferreira |
| 10          | Bernardo Silva     | 10 augustus 1994 | AS Monaco         |
| 16          | Rúben Neves        | 13 maart 1997    | FC Porto          |
| 20          | Tozé               | 14 januari 1993  | GD Estoril-Praia  |
| 23          | João Mário         | 19 januari 1992  | Sporting CP       |
| Aanval      |                    |                  |                   |
| 9           | Gonçalo Paciência  | 1 augustus 1994  | FC Porto          |
| 11          | Iuri Medeiros      | 10 juli 1994     | FC Arouca         |
| 17          | Carlos Mané        | 11 maart 1994    | Sporting CP       |
| 18          | Ivan Cavaleiro     | 18 oktober 1993  | SL Benfica        |
| 19          | Ricardo Horta      | 15 juni 1994     | Málaga CF         |
| 21          | Ricardo Pereira    | 6 oktober 1993   | FC Porto          |

 Albanië ·  Andorra ·  Armenië ·  Azerbeidzjan ·  België ·  Bosnië en Herzegovina ·  Bulgarije ·  Cyprus ·  Denemarken ·  Duitsland ·  Engeland ·  Estland ·  Faeröer ·  Finland ·  Frankrijk ·  Georgië ·  Gibraltar ·  Griekenland ·  Hongarije ·  Ierland ·  IJsland ·  Israël ·  Italië ·  Kazachstan ·  Kosovo ·  Kroatië ·  Letland ·  Liechtenstein ·  Litouwen ·  Luxemburg ·  Malta ·  Moldavië ·  Montenegro ·  Nederland ·  Noord-Ierland ·  Noord-Macedonië ·  Noorwegen ·  Oekraïne ·  Oostenrijk ·  Polen ·  Portugal ·  Roemenië ·  Rusland ·  San Marino ·  Schotland ·  Servië ·  Slovenië ·  Slowakije ·  Spanje ·  Tsjechië ·  Turkije ·  Wales ·  Wit-Rusland ·  Zweden ·  Zwitserland
 Joegoslavië ·  DDR ·  Servië en Montenegro ·  Sovjet-Unie ·  Tsjecho-Slowakije
FPF · A-internationals · Selecties · Statistieken · Bondscoaches · Portugees vrouwenelftal · Olympisch elftal · Portugal U21 · Portugal U20 · Portugal U19 · Portugal U18 · Portugal U17 · Vrouwen U17
1921 – 1929 · 
1930 – 1939 · 
1940 – 1949 · 
1950 – 1959 · 
1960 – 1969 · 
1970 – 1979 · 
1980 – 1989 · 
1990 – 1999 · 
2000 – 2009 · 
2010 – 2019 · 
2020 – 2029
EK's: 1984 · 
1996 · 
2000 · 
2004 · 
2008 · 
2012 · 
2016 · 
2020 · 
2024
WK's: 1966 · 
1986 · 
2002 · 
2006 · 
2010 · 
2014 · 
2018 · 
2022
OS: 1928 · 
1996 · 
2004 · 
2016
1921 · 
1922 · 
1923 · 
1924 · 
1925 · 
1926 · 
1927 · 
1928 · 
1929 · 
1930 · 
1931 · 
1932 · 
1933 · 
1934 · 
1935 · 
1936 · 
1937 · 
1938 · 
1939 · 
1940 · 
1942 · 
1943 · 1944 · 
1945 · 
1946 · 
1947 · 
1948 · 
1949 ·
1950 · 
1951 · 
1952 · 
1953 · 
1954 · 
1955 · 
1956 · 
1957 · 
1958 · 
1959 ·
1960 · 
1961 · 
1962 ·
1963 ·
1964 · 
1965 · 
1966 · 
1967 · 
1968 · 
1969 ·
1970 · 
1971 · 
1972 · 
1973 · 
1974 · 
1975 · 
1976 · 
1977 · 
1978 · 
1979 ·
1980 · 
1981 · 
1982 · 
1983 · 
1984 · 
1985 · 
1986 · 
1987 · 
1988 · 
1989 · 
1990 · 
1991 ·
1992 · 
1993 · 
1994 · 
1995 · 
1996 · 
1997 · 
1998 · 
1999 · 
2000 · 
2001 · 
2002 · 
2003 · 
2004 · 
2005 · 
2006 · 
2007 · 
2008 · 
2009 · 
2010 · 
2011 · 
2012 · 
2013 ·
2014 ·
2015 ·
2016 ·
2017 ·
2018 ·
2019 ·
2020 ·
2021 ·
2022
Albanië ·
Algerije ·
Andorra ·
Angola ·
Argentinië ·
Armenië ·
Azerbeidzjan ·
België ·
Bolivia ·
Bosnië-Herzegovina ·
Brazilië ·
Bulgarije ·
Canada ·
Chili ·
China ·
Cyprus ·
DDR ·
Denemarken ·
Duitsland ·
Ecuador ·
Egypte ·
Engeland ·
Estland ·
Faeröer ·
Finland ·
Frankrijk ·
Gabon ·
Georgië ·
Ghana ·
Gibraltar ·
Griekenland ·
Hongarije ·
Ierland ·
IJsland ·
Iran ·
Israël ·
Italië ·
Ivoorkust ·
Joegoslavië ·
Kaapverdië ·
Kameroen ·
Kazachstan ·
Koeweit ·
Kroatië ·
Letland ·
Liechtenstein ·
Litouwen ·
Luxemburg ·
Malta ·
Marokko ·
Mexico ·
Moldavië ·
Mozambique ·
Nederland ·
Nieuw-Zeeland ·
Nigeria ·
Noord-Ierland ·
Noord-Korea ·
Noord-Macedonië ·
Noorwegen ·
Oekraïne ·
Oostenrijk ·
Panama ·
Paraguay ·
Polen ·
Qatar ·
Roemenië ·
Rusland ·
Saoedi-Arabië ·
Schotland ·
Servië ·
Slovenië ·
Slowakije ·
Sovjet-Unie ·
Spanje ·
Tsjechië ·
Tsjecho-Slowakije ·
Tunesië ·
Turkije ·
Uruguay ·
Verenigde Staten ·
Wales ·
Zuid-Afrika ·
Zuid-Korea ·
Zweden ·
Zwitserland
Angola (2006) ·
België (2021) ·
Brazilië (2010) · 
Denemarken (2012) ·
Duitsland (2006) ·
Duitsland (2008) ·
Duitsland (2012) ·
Duitsland (2014) ·
Duitsland (2021) ·
Engeland (2000) ·
Engeland (2006) ·
Frankrijk (2006) ·
Frankrijk (2016) ·
Frankrijk (2021)  ·
Ghana (2014) ·
Griekenland (2004, 2) · 
Hongarije (2021) · 
IJsland (2016) · 
Iran (2006) ·
Iran (2018) ·
Marokko (2018) ·
Marokko (2022) ·
Mexico (2006) ·
Nederland (2006) ·
Nederland (2012) ·
Oostenrijk (2016) · 
Spanje (2012) · 
Spanje (2018) ·
Tsjechië (2008) ·
Tsjechië (2012) · 
Turkije (2008) ·
Verenigde Staten (2014) ·
Uruguay (2018) ·
Zuid-Korea (2022) · 
Zwitserland (2008) · 
Zwitserland (2022)